# ایستگاه متروی دانشگاه امام علی

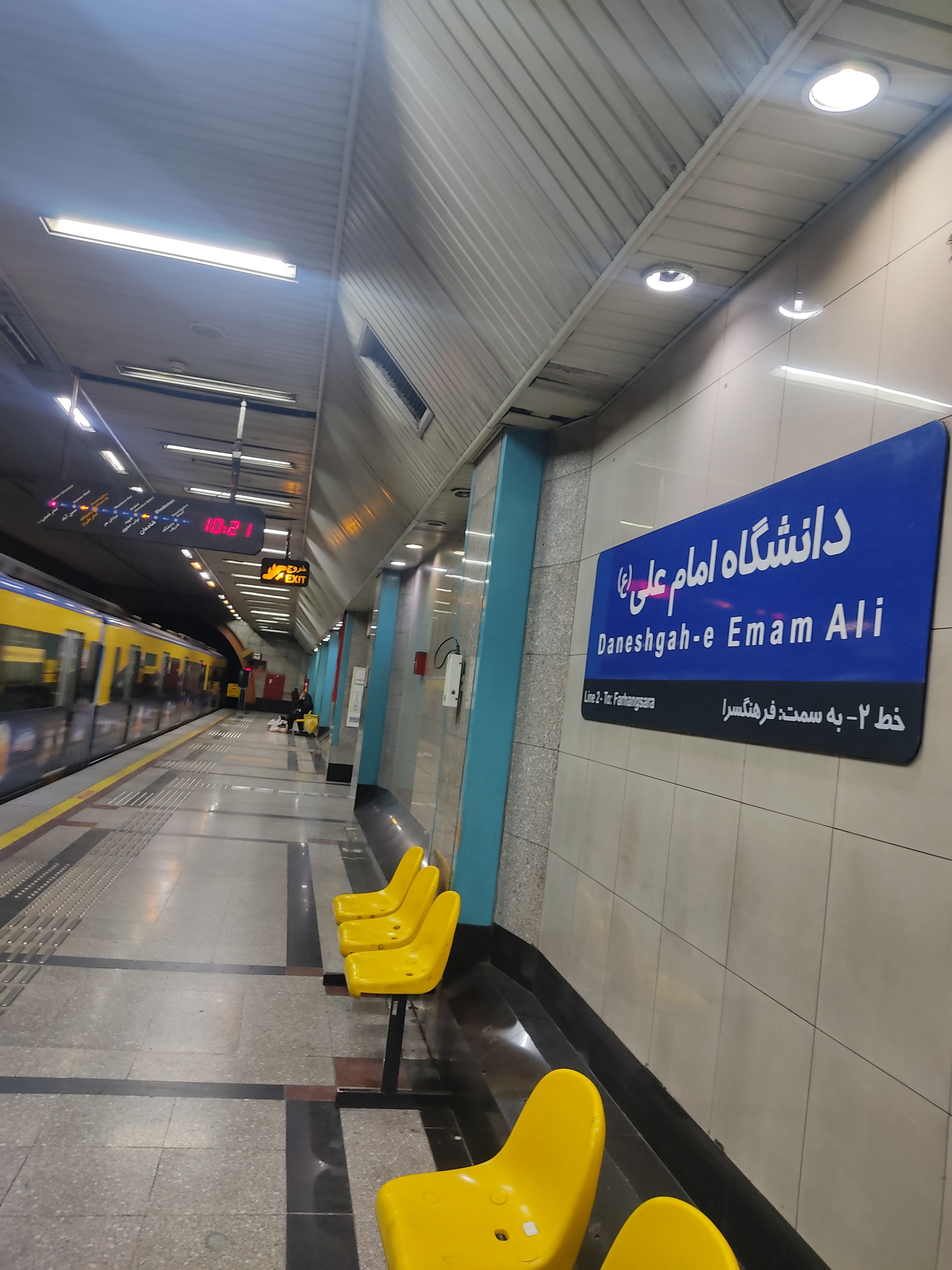
سکو ایستگاه

ایستگاه مترو دانشگاه امام علی ، یکی از ایستگاه‌های مترو تهران است که در تقاطع خیابان امام خمینی(سپه) و خیابان ولی‌عصر و در نزدیکی دانشگاه افسری امام علی تهران واقع شده‌است. این ایستگاه در خط ۲ مترو تهران واقع شده‌است و در آینده نه چندان دور به دنباله اطلاعیه شرکت مترو تهران و حومه ایستگاه تقاطعی خط ۲ و خط ۳ مترو تهران خواهد شد.
ایستگاه متروی دانشگاه امام علی، پیشتر مجلس نام داشت.